# Teorie deficitu ve školním prostředí dle A. R. Jensena
Teorie deficitu (neboli Jensenův efekt, Spearman-Jensenova teorie, Teorie kulturního a jazykového zaostávání) mluví o inteligenčních rozdílech mezi lidmi. Může vysvětlovat to, proč školní prospěch nelze zvyšovat dle přání rodičů a učitelů. Tato teorie mluví o vrozených predispozicích pro učení, vzdělávání se, přemýšlení, uvažování a chápání světa. Různé rasy mají různé výsledky v IQ testech. Touto teorií Jensen vysvětluje příčiny rasových rozdílů v inteligenci.
Teorie deficitu se v USA a v dalších zemích rozvinula mimo pedagogiku a psychologii i v jiných vědních oblastech (v sociologii, lingvistice aj.) a začala být označována jako teorie tzv. kulturního a jazykového zaostávání, deprivace. Zformovala se koncepce, která se snaží vysvětlovat vzdělávací neúspěšnost žáků z některých skupin populace tím, že tyto děti trpí ve svých rodinách kulturní deprivací, která je pak brzdou pro jejich školní vzdělávání.

## Arthur Robert Jensen
Arthur Robert Jensen (24. srpna 1923 – 22. října 2012) byl americký psycholog a spisovatel. Byl profesorem pedagogické psychologie na Kalifornské univerzitě v Berkeley. Během svého života se nejvíce zabýval psychometrií a diferenciální psychologií, studiem toho, jak a proč se jednotlivci liší od sebe navzájem. Byl hlavním zastáncem dědičného postavení v přírodě. Zkoumal problematiku úrovně intelektových schopností, jejich genetickou a současně sociální podmíněnost, ve vztahu ke školním procesům. Byl autorem více než 400 vědeckých článků publikovaných v recenzovaných časopisech a pracoval v redakčních radách vědeckých časopisů Intelligence  a Personality and Individual Differences .

## Popis teorie
Na základě měření inteligence u různých skupin respondentů dospěl prof. Jensen k tvrzení, že velká část intelektových schopností jedince je vrozená, a tudíž že na intelektový rozvoj žáka nemá školní vzdělávání tak významný vliv. Jensen dále argumentoval, že tato genetická závislost inteligence je odlišná u sociálních a rasových skupin populace: Některé děti (v USA především černošské) přicházejí na svět s „méně hodnotným“ typem inteligence, tj. jsou geneticky (dědičně) deficitní.
Autor porovnává a vyhodnocuje výzkumné nálezy o vztahu mezi sociálním prostředím, inteligencí mladých lidí a rovností, případně nerovností v přístupu ke vzdělávání. Dochází k závěru, že i kdyby školy mohly být reformovány tak, aby zajistily každému dítěti stejně kvalitní vzdělávání, nelze očekávat, že společnost dospělých bude více rovná než nyní. Je to z toho důvodu, že faktory sociálního prostředí, individuálních rozdílů v inteligenci, etnického a ekonomického rozrůznění působí natolik silně, že vedou k diferencovaným výsledkům ve vzdělávání dětí. Vzdělávací šance proto nejsou stejné. Muselo by dojít k výrazným sociálním i ekonomickým změnám, aby společnost dosáhla určité rovnosti.
Na základě genetických rozdílů vysvětloval příčiny vzdělávacích nedostatků a nižšího prospěchu u dětí z "nižších sociálních vrstev". Proto IQ ani školní prospěch nelze zvyšovat podle přání, neboť jsou zde biologicky zakotvená omezení, která nelze učením překonat.
S teorií souvisí Bernsteinova teorie jazykových kódů. Bernstein mluví o jazykových kódech a to o omezeném a rozvinutém. Omezený odpovídá nižším vrstvám a rozvinutý se objevuje u rodin s vyšším formálním vzděláním.

## Úrovně intelektových schopností
Jensen rozlišil dvě úrovně intelektových schopností lidí:
1. memorování a asociace myšlenek
2. schopnost volného vytváření pojmů, abstraktního myšlení

Přitom obě úrovně jsou v hierarchickém vztahu, tj. nižší úroveň 1 je předpokladem vyšší úrovně 2. Sociální a rasové rozdíly v inteligenci se týkají podle Jensena právě vyšší úrovně. Zatímco úroveň 1 je všem lidem víceméně společná bez ohledu na sociální a etnický původ, úroveň 2 se v populaci vyskytuje a vyvíjí odlišně v některých jejích skupinách.

## Výzkum
Jensen díky výzkumům doložil:
V americkém průměru existují mezi skupinou bělochů a skupinou černochů rozdíly v inteligenci, a to asi v rozsahu 15 bodů IQ. Zatímco bělošský průměr je IQ = 100, černošský průměr je IQ = 85.
Obdobné rozdíly prokázal i mezi sociálními skupinami. Naopak neprokázaly se tyto rozdíly mezi muži a ženami.
Jensen přitom není ve svých teoriích zaměřen negativně vůči určitým etnickým skupinám. Jensen byl veden snahou pomoci dětem z určitých minoritních populací tím, že se včas odhalí jejich deficity, korigují se a tím je jim umožněn přístup k vyššímu vzdělání.
Výzkum popsal v článku "How Much Can We Boost IQ and Scholastic Achievement?". Byl publikován v únoru 1969 v Harvard Educational Review. 

## Historický kontext
Teorie vyvolává v dané době kontroverzi a velkou diskusi (60. léta 20. století). Teorie vychází v čase, kdy se ve většině vyspělých zemí prosazuje tendence k vytváření jednotného vzdělávání na úrovni základní školy. Vzdělávací politika vzbuzuje u veřejnosti pocit, že prostřednictvím jednotné školy se dospívá ke skutečnému naplnění demokratických a humánních principů vzdělávání, vše vede k rovnosti vzdělávacích příležitostí pro všechny děti a mládež. Jensen toto přesvědčení bourá: “Běžně sdílené přesvědčení, že zavedení jednotné základní školy vytváří rovné vzdělávací šance pro všechny děti, je mylné.”

## Výzkumy
Diskuse o této teorii se stále vedou. Téma oživili harvardský psycholog Richard J. Herrnstein a politolog z MIT Charles Murray v knize The Bell Curve: Intelligence and Class Structure in American Life (Gaussova křivka: Inteligence a třídní struktura v americkém životě). V níž autoři upozorňují na závažné sociální důsledky faktu, že i nejnovější měření potvrzují, že Afroameričané mají v průměru nižší inteligenci než bílí Američané. Z této diskuse je v českém překladu dostupná práce biologa S. J. Goulda Jak neměřit člověka.

## Stoupenci teorie
Stoupencem Jensenových názorů byl významný britský psycholog německého původu Hans Eysenck: „Lidské bytosti mají lidská práva, a to nezávisle na své inteligenci, takže skutečnost, že černoši vykazují určitý stupeň genetické inferiority („podřadnosti“)... neznamená, že to má mít důsledky pro jejich segregované vzdělávání”. 
Jensenovu teorii podpořil jiný významný badatel, Anthony Flew, ve své knize Sociologie, rovnost a vzdělávání: Filozofické eseje obhajující rozmanitost diferencí.

## Kritika teorie
Britský pedagogický psycholog Fontana uvádí naopak řadu argumentů proti etnické podmíněnosti inteligence s konstatováním, že „neexistuje přesvědčivý základ pro domněnku, že mezi černou a bílou rasou (a také mezi jinými rasami) existují genetické rozdíly v inteligenci“. V praxi vzdělávání (především v USA) a v jiných multietnických zemích vedla reakce na teorie typu Jensenovy až k extrémní tzv. pozitivní diskriminaci.
Například H. Ginsburg, americký vědec, poukazuje na to, že horší výsledky dosahované v inteligenčních testech žáků z nižších sociálních vrstev nejsou odrazem jejich intelektového deficitu, nýbrž rozdílných podmínek kognitivní socializace. V důsledku toho jsou děti z nižších sociálních vrstev v nevýhodě při zacházení s formálními testy a formálními procedurami vůbec, protože se ve svém sociokulturním prostředí s nimi nesetkávají.

## Závěr
Horší výsledky dosahované v inteligenčních testech dětmi z nižších sociálních vrstev jsou podmíněny nikoliv tím, že jsou tyto děti jazykově primitivní, nýbrž tím, že je jejich jazykový kód odlišný od jazykového kódu formálních testů.